# 4787 Shulʹzhenko
4787 Shulʹzhenko eller 1986 RC7 är en asteroid i huvudbältet som upptäcktes den 6 september 1986 av den sovjetisk-ryska astronomen Ljudmila Zjuravljova vid Krims astrofysiska observatorium på Krim. Den är uppkallad efter Klavdiya Shulzhenko.
Asteroiden har en diameter på ungefär 5 kilometer.